# Exotic Love
 Pour plus de détails, voir Fiche technique et Distribution
Exotic Love (Porno Esotic Love) est un film italien réalisé par Joe D'Amato, sorti en 1980. Le film reprend des séquences et une partie de la trame de Voluptueuse Laura (Eva nera).

## Histoire
Les nouvelles séquences du film sont tournées en République dominicaine. Le film s'inscrit dans la période dite « érotico-exotique » (« periodo erotico-esotico ») du réalisateur avec Sesso nero, Papaya dei Caraibi, Orgasmo nero, La Nuit fantastique des morts-vivants, Porno Holocaust, Hard Sensation et Paradiso blu.

## Fiche technique
- Titre français : Exotic Love ou Emmanuelle à Tahiti[1]
- Titre québécois : Les Amours exotiques d'Emmanuelle
- Titre original italien : Porno Esotic Love
- Réalisation : Joe D'Amato
- Photographie : Aristide Massaccesi (Joe D'Amato)
- Montage : Vincenzo Vanni
- Scénographie: Franco Gaudenzi
- Costumes : Mario Paladini
- Maquillage : Massimo Camiletti
- Musique : Alessandro Alessandroni
- Réalisateur assistant : Donatella Donati
- Producteurs : Massimo Alberini
- Société de production : Kristal Film
- Pays d'origine :  Italie
- Lieux de tournage : République Dominicaine et Hong Kong
- Format : 35 mm - 1.85 : 1 - Couleurs - son : mono
- Genre : Thriller - pornographie
- Durée : 100 minutes
- Dates de sortie : 
  - Italie : 20 août 1980
  - France : 6 mai 1981

## Distribution
- Laura Gemser : Eva
- Gabriele Tinti : Steve
- Dirce Funari : Elizabeth
- Annj Goren : Iris, la comtesse
- Mark Shannon : la "console"
- Michele Starck : Ellen Powell